# Обсерваторія університету Коломбо
Обсерваторія Університету Коломбо — астрономічна обсерваторія, розташована в Університеті Коломбо. Фактично обсерваторія Коломбо — це стаціонарний телескоп під власним куполом обсерваторії, що розташована на території університету поруч із проспектом Рейд у Коломбо. Обсерваторія використовується Математично-астрономічним товариством.

## Основні інструменти
Основний інструмент обсерваторії - це 32-см ньютонівський телескоп-рефлектор, закріплений на полярному монтуванні. Його розміщено в обсерваторії з напівсферичним рухомим куполом. Введений в експлуатацію у 1920-х роках. Не використовувався в 1940-х і 1950-х роках після того, як під час Другої світової війни його пошкодили Королівські ВПС. Телескоп відремонтували і повернули до експлуатації на початку 1960-х років. Телескоп був повністю дієздатним до кінця 1980-х років, допоки його компоненти не були викрадені під час повстання 1987–1989 років. Відтоді робилися спроби його реставрації.